# احمدبیگ‌لو
احمدبیگ‌لو روستایی است که در استان اردبیل، شهرستان مشگین‌شهر، بخش مرکزی، دهستان مشگین غربی قرار دارد.

## جمعیت
بر اساس سرشماری سال ۱۳۸۵ جمعیت این روستا ۱۳۸۵ نفر با ۳۲۸ خانوار بوده‌است.